# Christa Tobler
Christa Tobler (* 22. Februar 1961 in Brugg AG) ist eine Schweizer Rechtswissenschaftlerin.

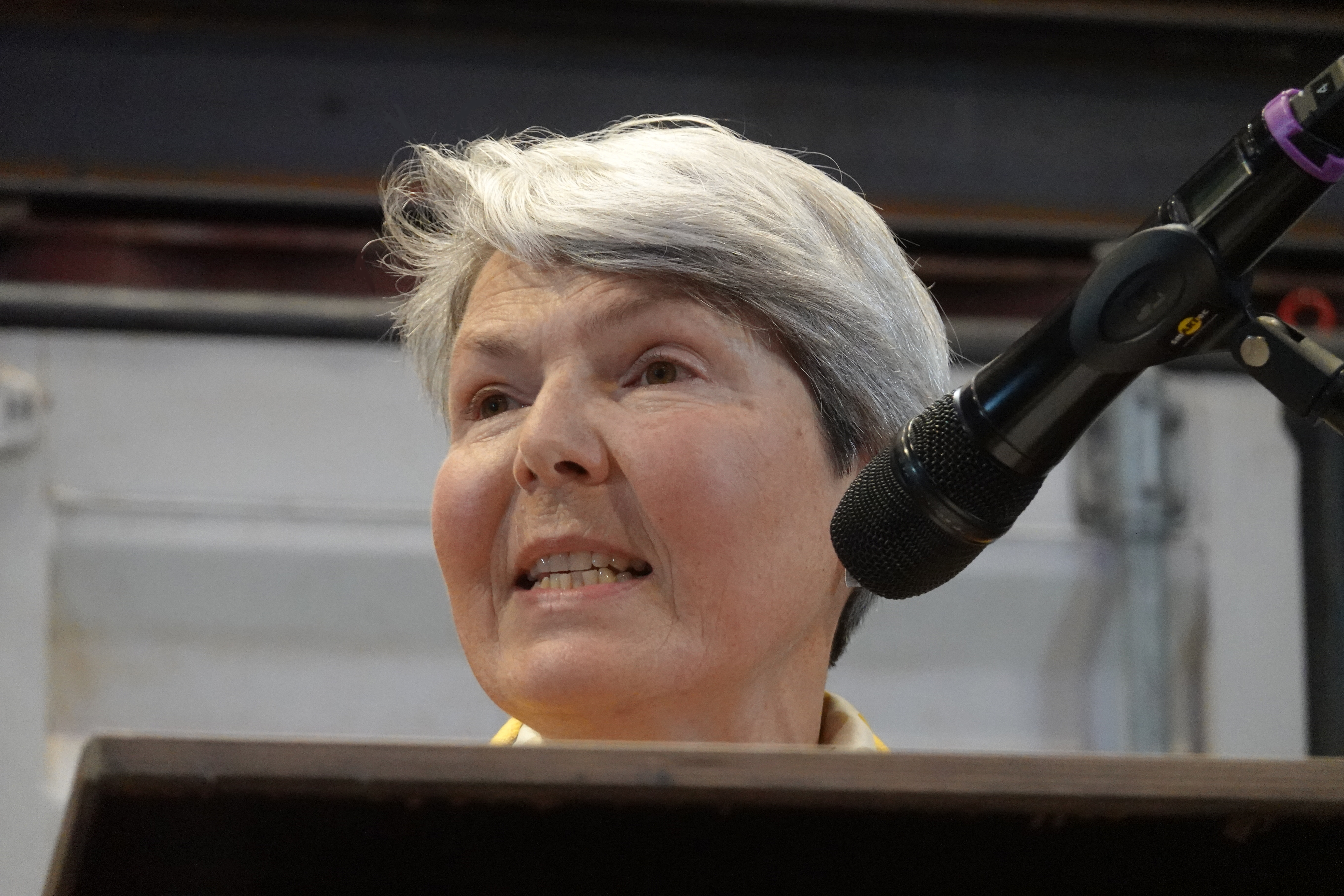
Christa Tobler referiert 2023 in Zürich.

## Leben
Nach dem Schulbesuch in Schaffhausen (1969–1970), Bern (1970–1977) und Winterthur (1977–1980) erwarb sie die Matura (Typ B) am Gymnasium Rychenberg in Winterthur. Das Studium der Rechtswissenschaft an der Universität Zürich schloss sie 1985 mit dem Lizentiat und 1988 mit der Promotion zum Thema „Tauglichkeitsanalyse der Unterscheidungskriterien im Markenrecht“ ab.
Nach Abschluss ihrer Dissertation und einem acht Monate dauernden Forschungsaufenthalt am Institut für Rechtsvergleichung der Universität Kyoto trat Christa Tobler eine Stelle am Bezirksgericht Winterthur an, wo sie vorerst als Auditorin und später als Gerichtssekretärin arbeitete. Anschließend arbeitete sie in Winterthur als Rechtsanwältin und war Lehrbeauftragte an der Universität Zürich (Fachbereich Privatrecht). Im Frühjahr 1994 war sie Winning Advocate General im European Law Moot Court-Wettbewerb. Nach einem Praktikum am Gerichtshof der Europäischen Gemeinschaften (heute: der Europäischen Union) in Luxemburg beteiligte sich Christa Tobler in der ersten Hälfte des Jahres 1995 an einem interdisziplinären Forschungsprojekt des Europäischen Hochschulinstituts in Florenz zum Thema "Gender and the Use of Time" (European Forum, Jean Monnet Fellow). Im August 1995 wurde sie akademische Koordinatorin des Leiden LL.M. Programme in EC Law (bis August 2002). Von 1998 bis 2000 versah sie einen Lehrauftrag für Gender Law an der Universität Basel. Im Oktober 2000 wurde Tobler Assistenzprofessorin am Europainstitut der Universität Basel.
Heute ist Tobler ordentliche Professorin für das Recht der Europäischen Integration am Europainstitut der Universität Basel (seit dem 1. Oktober 2005) sowie Professorin für Europarecht an der Universität Leiden in den Niederlanden (seit dem 1. April 2007). In Leiden unterrichtet sie vornehmlich im juristischen Nachdiplomstudiengang Adv. Studies in European Business Law, dessen akademische Direktorin sie ist. Christa Tobler ist regelmäßig Richterin der European Law Moot Court Competition. 2008 wurde sie in das Kuratorium der Europäischen Rechtsakademie (ERA) berufen. Die Neue Europäische Bewegung Schweiz hat Christa Tobler den Europapreis 2013 zugesprochen.
Schwerpunkt der wissenschaftlichen Tätigkeit Christa Toblers ist das Europarecht, insbesondere Fragen der Rechtsgleichheit im EU-Recht (sowohl im Wirtschaftsrecht als auch im Sozialrecht). Ein weiterer Schwerpunkt liegt auf der rechtlichen Beziehung zwischen der Schweiz und der EU (sog. bilaterales Recht).

## Veröffentlichungen (Auswahl)
- Tauglichkeitsanalyse der Unterscheidungskriterien im Markenrecht. Diss. Univ. Zürich. Helbing & Lichtenhahn, Basel/Frankfurt am Main 1990.
- Indirect Discrimination. A Case Study into the Development of the Legal Concept of Indirect Discrimination under EC Law. Habilitationsschrift. Intersentia, Antwerpen/Oxford 2005.
- mit Jeroen Hardenbol und Balázs Mellár: Internal Market beyond the EU: EEA and Switzerland. Europäisches Parlament, Brüssel 2010. (pdf)
- mit Jacques Beglinger: Grundzüge des bilateralen (Wirtschafts-)Rechts Schweiz – EU. Systematische Darstellung in Text und Tafeln. 2 Bände. Dike, Zürich/St. Gallen 2013.
- mit Jacques Beglinger: Essential EU Law in Charts. 298 charts and diagrams for teaching, legal advice, knowledge assessment. 5. 'post brexit' Auflage. HVG-Orac, Budapest 2020.
- mit Jacques Beglinger: Essential EU Law in Text. Companion publication to Tobler Christa/Beglinger Jacques, Essential EU Law in Charts. 5. 'post brexit' Auflage. HVG-Orac, Budapest 2020.
- mit Jacques Beglinger: Brevier zum institutionellen Rahmenabkommen Schweiz-EU. Online-Publikation 2018. (Download)
- The Prohibition of Discrimination in the Union's Layered System of Equality Law. From Early Staff Cases to the Mangold Approach. In: The Court of Justice and the Construction of Europe. Analyses and Perspectives on Sixty Years of Case-law. (Offizielle Festschrift des Europäischen Gerichtshofs zum 60-jährigen Bestehen). Asser, Den Haag 2013.
- One of Many Challenges After ‚Brexit’. The Institutional Framework of an Alternative Agreement – Lessons from Switzerland and Elsewhere? Maastricht Journal of European and Comparative Law 2016, 575–594.
- Introducing Visualisation Into the Assessment of Learning in Legal Studies’, in: Paul Bartholomew/John Branch/Claus Nygaard (Hrsg.): Assessing Learning in Higher Education. The Learning in Higher Education Series. Faringdon: Libri Publishing 2016, 59–86.
- Dispute Resolution under the EEA Agreement’, in: Carl Baudenbacher (Hrsg.): The Handbook of EEA Law. Cham: Springer 2015, 195–207.
- Context-related Interpretation of Association Agreements. The Polydor Principle in a Comparative Perspective: EEA Law, Ankara Association Law and Market Access Agreements between Switzerland and the EU in: Daniel Thym/Margarite Zoetewij-Turhan (Hrsg.): Rights of Third-Country Nationals under EU Association Agreements. Degrees of Free Movement and Citizenship. Leiden: Brill/Nijhoff 2015, 101–126.
- EU Age Discrimination Law and Older and Younger Workers: Court of Justice of the European Union Case Law Development, in: Ann Numhauser-Henning/Mia Rönnmar (Hrsg.): Age Discrimination and Labour Law. Comparative and Conceptual Perspectives in the EU and Beyond. Alphen aan den Rijn: Kluwer 2015, 93–113.
- Equality and Non-Discrimination under the ECHR and EU Law. A Comparison Focusing on Discrimination against LGBTI Persons, Zeitschrift für ausländisches öffentliches Recht und Völkerrecht 2014, 521–561.

## Mitgliedschaften
- 2000: European Women Lawyers Association
- 2001: Juristinnen Schweiz – Femmes Juristes Suisse – Donne giuriste Svizzera – Swiss Women Lawyers, von 2005 bis zum 18. Juni 2011 im Vorstand
- 2003: Mitglied des wissenschaftlichen Komitees der Schweizerischen Vereinigung für Europarecht
- 2004: Mitherausgeberin der Swiss Review of International and European Law (SRIEL)
- 2006–2010: Gleichstellungskommission des Kantons Zürich
- Vorsitzende des Rechtsrats der Zentralkonferenz Mittel- und Südeuropa der Evangelisch-methodistischen Kirche (Kirche und Welt 7/2007)